# El Quiza
El Quiza är en ort i Mexiko.   Den ligger i kommunen Cuajinicuilapa och delstaten Guerrero, i den sydöstra delen av landet, 300 km söder om huvudstaden Mexico City. El Quiza ligger 55 meter över havet och antalet invånare är 523.
Terrängen runt El Quiza är platt åt sydväst, men åt nordost är den kuperad. Runt El Quiza är det ganska glesbefolkat, med 48 invånare per kvadratkilometer. Närmaste större samhälle är Cuajinicuilapa de Santa Maria, 5,6 km söder om El Quiza. Omgivningarna runt El Quiza är en mosaik av jordbruksmark och naturlig växtlighet.